# 1928 en musique
| \| • Retour à la chronologie générale de la musique populaire • \| |
| XXIe siècle • XXe siècle • XIXe siècle • XVIIIe siècle XVIIe siècle • XVIe siècle • XVe siècle • XIVe siècle XIIIe siècle • XIIe siècle • XIe siècle • Xe siècle IXe siècle • VIIIe siècle • Haut Moyen Âge • Rome • Grèce |
| • Retour à la chronologie générale de la musique populaire • |

| • Retour à la chronologie générale de la musique populaire • |

| Années de la musique populaire : 1925 - 1926 - 1927 - 1928 - 1929 - 1930 - 1931    |
| Décennies de la musique populaire : 1890 - 1900 - 1910 - 1920 - 1930 - 1940 - 1950 |

Cet article présente les faits marquants de l'année 1928 en musique.

## Évènements
- 31 août : création de L'Opéra de quat'sous de Bertolt Brecht et Kurt Weill au Theater am Schiffbauerdamm de Berlin.
- Octobre : Maurice Chevalier est à Hollywood.
- 7 décembre : Débuts de Fernandel à Bobino.
- Helen Kane et Dan Healy interprètent I Wanna Be Loved by You, chanson de Herbert Stothart et Harry Ruby, dans le film Good Boy.
- Eddie Cantor crée Makin' Whoopee et My Baby Just Cares for Me à Broadway dans la comédie musicale Whoopee! de Walter Donaldson et Gus Kahn[1].

## Publications
- Éloi Ouvrard, Elle est toute nue : La Vérité sur la vie des coulisses, exposée par Ouvrard père, … ses mémoires, ses souvenirs, ses révélations, Paris, Au Café-concert, 208 p.

## Enregistrements
- 14 février : Mississippi John Hurt enregistre Frankie à Memphis pour Okeh[2].
- 3 février : Tommy Johnson enregistre Big Road Blues[3], accompagné par Papa Charlie McCoy[4].
- 19 juin : Leroy Carr enregistre How Long, How Long Blues[5].
- 31 août : Tommy Johnson enregistre Canned Heat Blues[6].
- 17 octobre : Blind Willie McTell enregistre Statesboro Blues[7].
- Octobre : Tampa Red et Georgia Tom enregistrent It’s Tight Like That[8].
- Novembre : Texas Alexander enregistre The Risin' Sun[9].
- 4 décembre : Louis Armstrong enregistre Basin Street Blues[10].
- 29 décembre : Clarence Pine Top Smith enregistre son Pine Top's Boogie Woogie[11].
- ? : Pixinguinha enregistre Carinhoso, l'une des chansons les plus importantes du genre samba-choro.

## Naissances
- 30 janvier : Ruth Brown, chanteuse de blues américaine († 17 novembre 2006).
- 26 février : Fats Domino, chanteur et pianiste de rock 'n' roll américain († 24 octobre 2017).
- 16 mars : Christa Ludwig, cantatrice allemande († 24 avril 2021).
- 2 avril : Serge Gainsbourg, auteur-compositeur-interprète français († 2 mars 1991).
- 9 avril : Tom Lehrer, auteur-compositeur-interprète américain († 26 juillet 2025).
- 15 avril : Tony Williams, chanteur américain du groupe The Platters
- 19 avril : Alexis Korner, musicien de blues britannique, leader du groupe The Blues Incorporated († 1er janvier 1984).
- 12 mai : Burt Bacharach, pianiste américain et compositeur de chansons.
- 18 mai : Dorothy LaBostrie, auteure-compositrice américaine († 4 novembre 2007).
- 16 juin : Annie Cordy, chanteuse belge († 4 septembre 2020).
- 2 juillet : Line Renaud, chanteuse française.
- 6 juillet : Raul Sampaio Cocco, auteur, compositeur et  interprète brésilien.
- 6 août : Andy Warhol, peintre américain, producteur et mentor du groupe de rock The Velvet Underground († 22 février 1987).
- 12 octobre : Fondation des Chœurs de l'Armée rouge.
- 27 octobre : Gilles Vigneault, poète, auteur-compositeur-interprète québécois (92 ans).
- 30 décembre : Bo Diddley, chanteur et guitariste de rock 'n' roll américain († 2 juin 2008).